# Ajos Efstratios
Ajos Efstratios (gr. Άγιος Ευστράτιος, Ajos Efstratios) – mała wyspa w Grecji, w północnej części Morza Egejskiego, położona o 30 km od Limnos i 80 km na północny zachód od Lesbos, w administracji zdecentralizowanej Wyspy Egejskie, w regionie Wyspy Egejskie Północne, w jednostce regionalnej Limnos, w gminie Ajos Efstratios. W 2011 roku liczyła 270 mieszkańców.
Historycznie używane były także inne nazwy tej wyspy: Chrisi (Χρυσή), Alonnisos (Αλόννησος) i Nee (Νέαι).

## Etymologia
Wyspa wzięła swoją nazwę od świętego Eustratiusa, który mieszkał na wyspie w IX wieku, póki nie został z niej wygnany za sprzeciw wobec polityki ikonoklazmu prowadzonej przez Leona V Armeńskiego. Według lokalnych mieszkańców jego grób znajduje się na wyspie, lecz nie ma żadnych potwierdzonych dowodów aby potwierdzić tę tezę.

## Geografia
Ajos Efstratios jest spokojną wyizolowaną wyspa liczącą około 300 mieszkańców. Klimat wyspy jest suchy z niewielkimi opadami w trakcie zimy. Powierzchnia wyspy jest głównie górzysta przez co stopień roślinności jest niski. Liczne łowiska ryb wokół wysp powodują, że rybołówstwo jest najpopularniejszym oraz głównym zajęciem lokalnych mieszkańców. Na Ajos Efstratoris znajduje się spora liczba pięknie położonych plaż z których trzeba wymienić m.in. Ajos Andonios, Lemonies oraz Awlakie. Wyspa posiada także połączenia promowe z wyspami oraz miastami: Lemnos, Kimi oraz Kawala.
Wyspa dobrze widoczna jest z samolotów pasażerskich, łączących Ateny z lotniskami z kierunków Alexandropolis, Stambułu i portów lotniczych Rosji i Ukrainy.

## Polityczna historia wyspy
Wyspa była miejscem zesłań więźniów politycznych w latach 30. i 50. XX wieku. W greckiej terminologii był to także obóz koncentracyjny (στρατόπεδο συγκέντρωσης). W 1968 roku trzęsienie ziemi zniszczyło większość budynków na wyspie, na ich miejscu wybudowano bazę wojskową. Mimo tego wyspa jest popularnym miejscem turystycznym ze względu na unikalne, nienaruszane przez człowieka plaże, rzadko spotykane wśród plaż basenu Morza Śródziemnego. Wyspa ponownie stała się miejscem zesłań więźniów politycznych w latach 70. Do najsłynniejszych więźniów wyspy należeli Kostas Warnalis – poeta i dziennikarz, uwięziony tu przez reżim 4 sierpnia, za reprezentowanie Grecji na Zjeździe Pisarzy ZSRR w 1935 r., Stefanos Sarafis – dowódca największej greckiej formacji partyzanckiej ELAS, z okresu II wojny światowej oraz Mikis Theodorakis działacz społeczny i polityczny oraz kompozytor muzyczny.

## Gry komputerowe
Mapa wyspy została wykorzystana w grze komputerowej "Arma III" z 2013 roku, jako wzór dla modelu fikcyjnej wyspy Stratis. Podobnie, w tej samej grze wykorzystano mapę leżącej w sąsiedztwie wyspy Limnos, na podstawie której stworzono model fikcyjnej wyspy Altis.